# علاقة الحكومة بالمواطن
علاقة الحكومة بالمواطن (واختصارها بالإنجليزية G2C) هي علاقة التواصل بين الحكومة والأفراد أو المقيمين في الدولة. وتشير هذه العلاقة عادةً إلى التواصل الذي يحدث عن طريق وسائل تكنولوجيا المعلومات والاتصالات (ICT)، لكنها يمكن أن تشمل أيضًا البريد المباشر والحملات الإعلامية. ويمكن أن تظهر هذه العلاقة على المستوى الفيدرالي أو المحلي أو مستوى الولايات.
وهذه العلاقة عكس علاقة الحكومة بالشركات، أو ما يُعرَف بشبكات علاقة الحكومة بالشركات.
ومن الشبكات الفيدرالية للعلاقة بين الحكومة والمواطنين USA.gov: the United States' official web portal (البوابة الإلكترونية الرسمية للولايات المتحدة)، وإن كان هناك العديد من الأمثلة الأخرى على هذه الشبكات بالحكومات في جميع أنحاء العالم.